# Ivan Antun Zrinski
Ivan IV. Antun Baltazar Zrinski (na mađarskom: Zrínyi János Antal) (Ozalj (?), 1651. – Graz, 11. studenoga 1703.), bio je hrvatski grof iz velikaške obitelji Zrinski i časnik u habsburškoj vojsci.

## Životopis
Rođen je 1651. kao jedini sin u braku hrvatskog bana Petra IV. Zrinskog i njegove supruge Ane Katarine rođ. Frankopan.
U vrijeme dok je njegov otac vodio urotu protiv kralja Leopolda, bio je još dijete. Školovao se kod senjskoga biskupa Ivana Smoljanića i augustinca Marka Forstala. Nakon toga studirao je filozofiju, humanističke predmete (1669. u Leuvenu) i vojnu strategiju. Stekao je visoko obrazovanje, o čemu svjedoče podatci da je govorio čak šest stranih jezika. S devetnaest godina uz hrvatski jezik govorio je i pisao talijanski, njemački, španjolski, francuski, mađarski te latinski jezik.
Nakon sloma Zrinsko-frankopanske urote, ostao je na slobodi te je boravio u Pragu i tu je stupio u vojnu službu. Nakon više godina koje je proveo u habsburškoj vojsci promaknut je u zapovjednika pukovnije. Ratovao je protiv kuruca u sjevernoj Ugarskoj, a 1678. godine bio je zarobljen i potom zatočen u Erdelju. Kada su zaplijenjena sva imanja njegova oca, među kojima i ona u Međimurju, odnosno Čakovcu, bio je po mišljenju bečkog dvora trajna prijetnja.
U vrijeme dok je u bitki kod Slankamena 1691. godine, pogođen metkom u leđa, stradao njegov bratić Adam Zrinski, Ivan Antun je već godinama boravio u tamnici. Jer, premda odan kralju, služeći kao časnik u njegovoj vojsci i istaknuvši se u mnogim bitkama, stalno je bio pod prismotrom i sumnjičen kao njegov protivnik pa je naposljetku 1683. godine optužen za veleizdaju i utamničen, isprva u Oberhausu, a potom u tirolskoj utvrdi Rattenburg. Dvadeset je godina proveo po austrijskim zatvorima. U srpnju 1703. godine premješten je u zatvor u Grazu, a potom u utvrdu Schlossberg.
Iscrpljen i bolestan, dugo boraveći u vlažnim ćelijama, umro je od upale pluća, u Grazu, u utvrdi Schlossberg, na Martinje, 11. studenoga 1703. godine. Tajno je pokopan, po noći 12. studenoga 1703. godine, u grobnici ispod crkve dominikanskog samostana u Grazu jer su austrijske vlasti strahovale od dolaska velikoga broja hrvatskih studenata iz Graza na njegov sprovod.
Smrću ovog mučenika ugasila se loza hrvatske velikaške obitelji Zrinski.

## Posmrtni ostatci
Od 1920. godine Emilij Laszowski tragao je za podatcima o Ivanu Antunu grofu Zrinskom a nakon devetogodišnjega traganja, 1928. godine, pronađena je potvrda o njegovome pokopu u dominikanskoj crkvi u Grazu. Zbog nepovoljnih političkih prilika nije bilo moguće obaviti prijenos njegovih posmrtnih ostataka u domovinu. Godine 1943. stvoren je projekt za prijenos. Njegovi su posmrtni ostatci u organizaciji Družbe "Braća Hrvatskoga Zmaja", 26. veljače 1944. godine, preneseni u Katedralu Blažene Djevice Marije u Zagrebu. Kovčeg s posmrtnim ostatcima bio je 3. ožujka 1944. godine izložen na katafalku u posebno urešenoj zagrebačkoj prvostolnici, s brojnim vijencima. Dne 4. ožujka 1944. godine uz nazočnost državnih, vojnih i upravnih vlasti, izaslanstava raznih udruga i mnoštva naroda nakon mise zadušnice, koju je služio zagrebački nadbiskup dr. Alojzije Stepinac, kovčeg je položen u istu kriptu prvostolnice u kojoj počivaju njegov otac Petar Zrinski i ujak Fran Krsto Frankopan.

## Spomen
- Družba "Braća Hrvatskoga Zmaja", 30. travnja 1944. godine, u crkvi sv. Andrije u Grazu, na zidu kapelice sv. Križa, postavili su mu spomen-ploču.[5]

Ploča, od bijeloga mramora, za koju je nacrt izradio akademski slikar Stjepan Kukec, ispisana na latinskome jeziku. Tekst je sastavio don Lovre dr. Katić, a ispisao ga je akademski slikar Stjepan Kukec. U prijevodu na hrvatski jezik glasi:
»Tko čita neka znade: Ovdje je od godine 1703. do 1944. počivao u miru Ivan Antun Zrinski, posljednji odvjetak slavnoga roda ŠUBIĆA ZRINSKIH, sin kneza Petra bana Hrvatske i markizice Katarine Frankopan. Njegove je ostatke g. 1944. prenio VITEŠKI RED HRVATSKOG ZMAJA odavle u Hrvatsku i sahranio ih u zagrebačkoj prvostolnoj crkvi pokraj kostiju oca i ujaka. VITEŠKI RED HRVATSKOG ZMAJA G.G. 1944. P.«

## Poveznice
- Šubići
- Knezovi Zrinski
- Katarina Zrinski

## Vanjske poveznice
- Ivan Antun grof Zrinski, tekstovi Emilija Laszowskoga, Božidara Kukuljevića, Ante Cividinija i Eduarda Miloslavića, Izdanje Vitežkog reda Hrvatskog Zmaja, Zagreb, 1944.
- Mirnik, Ivan., Ivan Antun Baltazar grof Zrinski (Count Ivan IV Antun Baltazar of Zrin), sažetak, Svjetlo: časopis za kulturu, umjetnost i društvena zbivanja, 1-2; 30-33., (2005.)
- Turistička zajednica Međimurja: Povijesna kronologija, (u međumrežnoj pismohrani archive.org 6. rujna 2014.)